# Seewiesengraben (Erlenbach)
Der Seewiesengraben ist ein etwa 11⁄4 km langer Bachgraben im Gebiet der Gemeinde Assamstadt im baden-württembergischen Main-Tauber-Kreis, der nach westlichem Lauf im Dorf von links in den obersten Erlenbach mündet.

## Geographie
Der Seewiesengraben entsteht etwa einen halben Kilometer östlich des Gewerbegebiets am Ostrand von Assamstadt unweit der Gemeindegrenze zu Bad Mergentheim. Etwa dort laufen zwei zuletzt teils lange trockene Obertalzüge zusammen, in denen es aber oberhalb versinkende Oberläufe gibt.

### Linkes Obertal im Langen Grund
Der linke Oberlauf durch den Langen Grund entfließt einem etwa 0,1 ha großen Teich auf etwa 390 m ü. NHN am Rand des Waldgewanns Stöckerbild zur offenen Talmulde des Langen Grundes. Er fließt anfangs nordwestwärts und dann immer mehr westwärts. Nach über anderthalb Kilometern eines auch noch danach recht geraden Laufs in offener Flur unterquert er die B 19 Stuppach–Rengershausen. Nach nochmals halb so viel Wegs tritt er in seinen Talwald ein, in dem die Gewanne Stuppacher Wald im Norden und Goldacker im Süden aneinanderstoßen.
Sein Lauf ist nun gewundener, der Durchfluss unbeständiger. Er passiert eine links liegende Waldlichtung. Danach setzt eine Dolinenschar im sich weitenden Talgrund ein. Etwa wo der Talwald an der offenen Stegwiese wieder endet, versinkt er auf etwa 333 m ü. NHN in einer größeren Doline.
Der Bach durch den Langen Grund versinkt nach etwa 3,5 km langem Weg mit mittlerem Sohlgefälle von rund 16 ‰ etwa 57 Höhenmeter unterhalb seines Teichauslaufs. Sein Einzugsgebiet bis zur Versinkung ist etwa 5 km² groß.
Die Versinkung in der Doline ist auch bei starken Niederschlägen oder bei Schneeschmelze vollständig; dann können über 100 Liter pro Sekunde versinken. Damit ist der Lange Grund ein oberirdisch abflussloses Gebiet. Anfang der 1980er Jahre wurde durch zwei Markierungsversuche nachgewiesen, dass das Wasser der Ortsquelle in Stuppach zufließt, die über die Stuppach und den Wachbach zur Tauber entwässert. Der Ortsquelle entfließen bei erheblichen Schwankungen im Mittel 60 l/s (minimal 25 l/s, maximal 500 l/s). Bei einem Markierungsversuch wurde der Tracer in die Doline eingegeben, beim zweiten Versuch in den Bach im Langen Grund; hier versank das Wasser ungefähr 2 km oberhalb der Doline. Von der Doline bis zur Ortsquelle betrug die minimale Fließzeit 29 Stunden, was einer Abstandsgeschwindigkeit von 100 m/h entspricht. Bei hohen Abflüssen kann sich die Fließzeit erheblich verkürzen. Ein zweiter Austritt des Tracers erfolgte in einem Schachtbrunnen, der wenig oberhalb von Stuppach im Talgrund liegt. Zum Schutz der Ortsquelle ist der Lange Grund als Wasserschutzgebiet ausgewiesen.
Schon vor den Markierungsversuchen war vermutet worden, dass das Wasser aus dem Langen Grund nach Stuppach fließt, so in einem 1836 erschienenen Aufsatz über die Topographie und Geologie der Region Mergentheim und in der von Walter Carlé bearbeiteten Geologischen Karte von 1961.

### Rechtes Obertal zuletzt im Gewann Dachslöcher
Das rechte und nordöstliche Obertal ist deutlich kürzer als das linke und größtenteils gewässerlos. Es beginnt im nördlichen Stuppacher Wald auf Höhen um etwa 370 m ü. NHN. Dort im Wald gibt es einige allenfalls 0,3 km lange Gräben, die auf etwa 358 m ü. NHN in zwei Trichterdolinen versinken, die zu einer größeren Dolinenschar gehören, welche auf dem Talgrund am Waldrand zum Flurgewann Steige liegen. Das gesamte von ihnen entwässerte Gebiet ist allenfalls etwas über 0,2 km² groß. Auch für diese Dolinen ist über einen Markierungsversuch eine unterirdische Verbindung nach Stuppach nachgewiesen.
Unterhalb ist die Talmulde gewässerlos, sie verläuft etwa parallel zur Talsteige der aus Bad Mergentheim aufgestiegenen L 514 nach Assamstadt hinunter in wenigen hundert Metern Abstand zu dieser, anfangs am Waldrand, später im Feldgewann Dachslöcher. Wenig östlich des einsetzenden Seewiesengrabens läuft dieses kleinere Oberlauftal dann mit dem längeren östlichen zusammen.

### Verlauf
Der Seewiesengraben setzt auf breitem Talgrund an der Grenze eines Feldes zu einer Wiese auf etwa 336 m ü. NHN im Gewann Seewiesen rund 0,8 Kilometer unterhalb der Dolinen im Langen Grund als unscheinbarer Graben ein, der etwa westwärts die langgezogene Wiese durchläuft. Zunächst ist er kahl, erst nach etwa 400 Metern stehen sehr sporadisch Baum und Strauch am Ufer.
Bald danach erreicht er den Rand des Gewerbegebietes, wo die Mergentheimer Straße genannte L 514 aus Lustbronn nahe ans rechte Ufer tritt. Hinfort begleiten abschnittsweise Baumgalerien den Lauf. Gleich zu Anfang des bebauten Bereichs durchläuft er einen etwa 8 Ar großen Teich, nach reichlich 300 Metern liegt ein weiterer von etwa 11 Ar linksseits. Danach läuft er noch kurz zwischen den ersten kurzen Wohnhauszeilen von Assamstadt rechtsseits entlang der Mergentheimer Straße und linksseits entlang der Brunnenstraße hindurch.
Schließlich fließt der Seewiesengraben etwa 50 Meter südwestlich der Einmündung des Erlenbachwegs in die Mergenthaler Straße auf etwa 330 m ü. NHN von links in den aus dem Nordosten kommenden obersten Erlenbach ein, der daraufhin westsüdwestwärts weiterläuft.
Der Seewiesengraben mündet nach 1,2 km langem Lauf mit mittlerem Sohlgefälle von nur etwa 5 ‰ rund 6 Höhenmeter unterhalb seines Grabenanfangs.

### Einzugsgebiet
Der Seewiesengraben hat – oberirdisch – ein etwa 8,2 km² großes Einzugsgebiet. Der Bach selbst verläuft im Unterraum Östliches Bauland des Naturraums Bauland. Jedoch gehört ein großer Teil des linken Talhangs und auch des Teileinzugsgebietes des linken Oberlaufs im Langen Grund zum Krautheimer Jagstriedel im Unterraum Mittlere Kocher-Jagst-Ebenen des Nachbarnaturraums Kocher-Jagst-Ebenen, ein kleinerer am Nordostrand des oberen Langen Grundes zum Unterraum Umpfer-Wachbach-Riedel des Naturraums Tauberland. Der mit 432,5 m ü. NHN höchste Punkt liegt am Südrand des Langen-Grund-Teileinzugsgebietes auf einer von einem Funkmast gekrönten Waldkuppe des Gewanns Stöckerbild.
Auf etwa der Hälfte des Gebietes steht Wald, in der anderen, offenen gibt es fast nur Äcker. Besiedlung gibt es nur in Gestalt des vom Unterlauf durchflossenen Teils des Dorfes Assamstadt. Zur Gemeinde Assamstadt gehört der gesamte Lauf des Seewiesengrabens selbst und etwa 1,8 km² des Einzugsgebietes im Westen, der größere übrige Teil liegt im Stadtgebiet von Bad Mergentheim.
Reihum grenzen die Einzugsgebiete der folgenden Nachbargewässer an:
- Im Nordwesten konkurriert der kurze Abschnitt des Erlenbachs oberhalb des Seewiesengrabens;
- jenseits der langen nordwestlichen und der kurzen südwestlichen Wasserscheide läuft jenseits ein halbes Dutzend Bäche von links zum Tauber-Zufluss Wachbach;
- die Einzugsgebiete im Süden gehören zu Bächen, die von rechts weit oberhalb des Erlenbachs vor deren nördlichstem Punkt zur Jagst fließen, nacheinander sind es der Rißbach, der Goldbach, der Laibach und der Horrenbach.

### Zuflüsse, Seen und Obertäler
Liste der Zuflüsse und  Seen von der Quelle zur Mündung. Gewässerlänge, Seefläche, Einzugsgebiet und Höhe nach den entsprechenden Layern auf der Onlinekarte der LUBW. Andere Quellen für die Angaben sind vermerkt.
Beginn des Seewiesengrabens auf etwa 336 m ü. NHN am Rande eines Feldes im Gewann Langengrund zu einer Wiese im Gewann Seewiesen.
- (Obertal im Langen Grund), linkes Obertal mit versinkendem Oberlauf aus dem Osten bis allenfalls zu einer Doline etwa auf 333 m ü. NHN am westlichen Waldrand zur Stegwiese, ca. 3,5 km und ca. 4,5 km². Fließt anfangs nordwestlich und dann rasch immer westlicher.
  -  Entfließt auf etwa 390 m ü. NHN einem Teich am Waldrand des Stöckerbilds zum Langen Grund, etwa 0,1 ha.
  - (Graben aus dem Ellengrund), von links und Süden auf etwa 366 m ü. NHN zwischen Quellteich und B 19, ca. 0,4 km und ca. 0,5 km². Entsteht auf etwa 378 m ü. NHN. Weggraben in natürlicher Mulde.
- (Obertal Dachslöcher), rechtes Obertal aus dem Nordosten mit zwei  auf etwa 358 m ü. NHN in zwei Trichterdolinen am Westrand des nördlichen Stuppacher Waldes zum Ackergewann Steige versinkenden Oberlaufgräben, bis zu 0,3 km[5] und zusammen wenig über 0,2 km².
  -  Zuunterst in einer von rechts und Nordwesten dem Obertal durch die Dachslöcher zulaufender Trockentalmulde liegt neben der L 514 ein Teich auf etwa 351 m ü. NHN, etwa 3 Ar.[LUBW 8]
- Der Seewiesengraben durchfließt auf etwa 334 m ü. NHN einen Teich am Beginn der Gewerbebebauung von Assamstadt, 8 Ar.
- Der Seewiesengraben passiert auf etwa 332 m ü. NHN den Beierles Brunnen am linken Ufer an der Grenze der Gewerbebebauung von Assamstadt zu dessen Wohnbebauung, 11 Ar. Mit dem Teich ist eine Assamstädter Sage verbunden, der zufolge es sich um eine Doline handelt, die beim Einbrechen einen gerade passierenden Bauern samt Wagen und Pferd verschlang und sich dann sofort mit Wasser füllte.[6]

Mündung des Seewiesengrabens von links und Osten auf etwa 330 m ü. NHN etwa 50 Meter südwestlich der Einmündung des Erlenbachwegs in die Mergentheimer Straße in Assamstadt in den obersten Erlenbach. Der Seewiesengraben ist 1,2 km lang und hat oberirdisch ein ca. 8,2 km² großes Einzugsgebiet, von dem allerdings große Teile durch Karstabfluss unterirdisch zu anderen Bächen entwässern.

## Geologie
Das oberflächliche Einzugsgebiet des Seewiesengrabens liegt im Muschelkalk, ausgenommen nur seinen südöstlichen Randsaum im Wald um die K 2845 Hachtel–Rengershausen, wo Lettenkeuper (Erfurt-Formation) ansteht.
Der linke und östliche Oberlauf des Seewiesengrabens im Langen Grund beginnt im Oberen Muschelkalk und wechselt etwa dort, wo die B 19 Stuppach–Rengershausen seine Mulde kreuzt, in den Mittleren Muschelkalk. Der Oberlauf bleibt bis zur Versinkung in dieser Schichthöhe und auch der erst unterhalb dieser einsetzende Seewiesengraben verläuft ganz in dessen Schichthöhe. Die rechte und nordnordöstliche, fast vollständig trockene Oberlaufmulde aus dem nördlichen Stuppacher Wald dagegen liegt wohl vollständig im Mittleren Muschelkalk. Die größeren Höhen an der Außenseite der Obertäler und zwischen ihnen ragen bis in den Oberen Muschelkalk.
An mehreren Stellen, vor allem an den ostwärts abfallenden Hängen, jedoch auch in der nach Westen hin offenen Talmulde etwas vor und in der Stegwiese überdeckt Lösssediment aus quartärer Ablagerung die älteren Gesteine. Ein Schwemmlandband liegt in der Talmitte beider Obertäler und um den Seewiesengraben.

### Dolinen
Es gibt zahlreiche, die Verkarstung des Muschelkalks anzeigende Dolinen im Einzugsgebiet. Der rechte Oberlauf versinkt in einer großen Doline noch im nördlichen Stuppacher Wald, kurz bevor sich seine nun trockene Talmulde im Offenland fortsetzt.
Der linke Oberlauf im Langen Grund endet an einer vielteiligen Schar von Dolinen teils mit Ponoren im Gewann Stegacker und etwas davor. Am Lauf gibt es aber schon zuvor im Bereich der B 19 wenigstens eine Versinkungsstelle. Ebenso verschwinden die kurzen Waldgräben im kleineren Oberlauftal in Ponoren eines dortigen Dolinenfeldes. Einige der Dolinen sind als Geotope ausgewiesen.

## Natur und Schutzgebiete
Teile der beiden Dolinenfelder, in denen die Gewässer in beiden Obertälern versinken, stehen unter Naturdenkmalschutz, ebenso ein weiterer von wenigstens drei Erdfällen im Waldgewann Stöckerbild nahe dem Quellteich am oberen Ende des Langen Grundes. Der weit überwiegende Mergentheimer Anteil am Einzugsgebiet liegt in einem Wasserschutzgebiet.

## Tourismus
Der Themenwanderweg Württembergischer Wein-Wanderweg des Schwäbischen Albvereins auf seiner Etappe zwischen Bad Mergentheim und Dörzbach quert die Talmulde des linken Oberlaufs im Talwald abwärts des offenen Langen Grundes von Nord nach Süd. Von ihm zweigt dort ein mit blauem Strich markierter Wanderweg ab, der in der Folge ungefähr westwärts der linken Wasserscheide des Seewiesengrabens folgt.

### LUBW
Amtliche Online-Gewässerkarte mit passendem Ausschnitt und den hier benutzten Layern: Lauf und Einzugsgebiet des Seewiesengrabens

Allgemeiner Einstieg ohne Voreinstellungen und Layer: Daten- und Kartendienst der Landesanstalt für Umwelt Baden-Württemberg (LUBW) (Hinweise)
1. 1 2 3  Höhe nach dem Höhenlinienbild auf dem Hintergrundlayer Topographische Karte.
2. 1 2  Länge nach dem Layer Gewässernetz (AWGN).
3. 1 2 3  Einzugsgebiet abgemessen auf dem Hintergrundlayer Topographische Karte.
4. 1 2 3  Natur teilweise nach dem Layer Geschützte Biotope.
5. ↑  Höhe nach grauer Beschriftung auf dem Hintergrundlayer Topographische Karte.
6. ↑  Länge abgemessen auf dem Hintergrundlayer Topographische Karte.
7. ↑  Seefläche nach dem Layer Stehende Gewässer.
8. ↑  Seefläche abgemessen auf dem Hintergrundlayer Topographische Karte.
9. ↑  Schutzgebiete nach den einschlägigen Layern.

### Andere Belege
1. 1 2  Horst Jungbauer: Karsthydrogeologische Untersuchungen im Muschelkalk zwischen der Hohenloher Ebene und dem Taubergrund südlich von Bad Mergentheim, Nordwürttemberg. Hochschulschrift, Universität Stuttgart 1983. Zitiert nach: Thomas Schöber, Theo Simon: Hydrogeologie und Verkarstung im Taubergrund und in Osthohenlohe. Exkursion L am 2. April 2005. In: Jahresberichte und Mitteilungen des Oberrheinischen geologischen Vereins. N.F. 87(2005), S. 303–317, hier S. 305–308.
2. ↑  Christian Friedrich Bauer: Mergentheim und seine Umgebung in topographischer und geognostischer Hinsicht. In: Württembergische Jahrbücher für vaterländische Geschichte, Geographie, Statistik und Topographie. 1836, Heft 2, S. 116–154, hier S. 140 (Digitalisat).
3. ↑  Walter Carlé: Blatt 6524 Mergentheim der Geologischen Karte von Baden-Württemberg, Erläuterungen. Stuttgart 1961, S. 38, 66.
4. ↑  Wolf-Dieter Sick: Geographische Landesaufnahme: Die naturräumlichen Einheiten auf Blatt 162 Rothenburg o. d. Tauber. Bundesanstalt für Landeskunde, Bad Godesberg 1962. → Online-Karte (PDF; 4,7 MB)
5. ↑  Länge nach Geotopsteckbrief auf media.lgrb-bw.de, abgefragt am 18. März 2024
6. ↑  Hermann Hügel: Chronik der Gemeinde Assamstadt. Gemeindeverwaltung Assamstadt (Hrsg.), Assamstadt 1992. S. 284.
7. ↑  Geologie, darunter auch die Dolinen, nach den Layern zu Geologische Karte 1:50.000 auf: Mapserver des Landesamtes für Geologie, Rohstoffe und Bergbau (LGRB) (Hinweise)